# Noel Pidding
Noel Pidding (13 de julio de 1927-17 de agosto de 2013) fue un jugador de la liga australiana de rugby. Era un representante estatal y nacional, cuya destreza en el saque de portería le permitió establecer una serie de récords de anotaciones en clubes australianos. Su carrera en el club fue con los St. George Dragons, con los cuales ganó la primera división de 1949, y más tarde en el Eastern Suburbs Roosters.

## Carrera
Realizó más apariciones en 1953 (Nueva Zelanda) y en 1954 (Gran Bretaña), donde estableció un récord individual para un jugador australiano en una Prueba de ashes con 19 puntos (1 intento y 8 goles). Su despedida representativa fue en la Copa Mundial de la Liga de Rugby de 1954 en Francia, donde jugó en los tres enfrentamientos de grupos de Australia. Pidding está listado en el Registro de Jugadores Australianos como Kangaroo No.244.
Había dejado St George después de la derrota de la Gran Final de 1953 ante el South Sydney. Pasó la temporada de 1954 en el país con Maitland antes de regresar a Sídney para dos temporadas finales con Eastern Suburbs 1955-56.
En 1957, Pidding jugó en la primera temporada de la competencia de la Liga de Rugby de Manawatu, jugando para el club Marton.

## Muerte
Pidding murió a la edad de 86 años el 17 de agosto de 2013 en un hogar de ancianos en Nueva Gales del Sur. En sus últimos años sufrió de demencia.